# Cryphaea orizabae
Cryphaea orizabae là một loài Rêu trong họ Cryphaeaceae. Loài này được Schimp. miêu tả khoa học đầu tiên năm 1872.